# Thomas Platter el Joven
Thomas Platter el Joven (Basilea, 24 de julio de 1574 - íd., 4 de diciembre de 1628) fue un médico, viajero y diarista de origen suizo, hijo del humanista Thomas Platter el Viejo.
El registro más importante de la vida de Platter es el diario manuscrito en alemán que redactó entre 1595 y 1600. Detalla su vida como estudiante de medicina en Montpellier y sus viajes posteriores por Francia, España, Flandes e Inglaterra. El diario proporciona detalles sobre muchos aspectos de la cultura europea de finales del siglo XVI: educación médica (incluidas disecciones), la vida callejera y el carnaval en Barcelona, descripciones del teatro europeo y los aspectos prácticos de la trata de esclavos.
Quizás la sección más estudiada del diario de Platter es su relato de un viaje que hizo en 1599 a Londres con su medio hermano mayor, Felix Platter, ya que incluía una visita el 21 de septiembre, "alrededor de las dos en punto", al Teatro del Globo / Globe Theatre, donde Platter contempló una versión temprana del Julio César de Shakespeare. Su relato proporcionó a los estudiosos del Cisne del Avon pruebas para datar la pieza.